# Pterocroce capillaris
Pterocroce capillaris is een insect uit de familie van de Nemopteridae, die tot de orde netvleugeligen (Neuroptera) behoort. 
Pterocroce capillaris is voor het eerst wetenschappelijk beschreven door Klug in 1838.